# Cyclopina rotundipes
Cyclopina rotundipes – gatunek widłonoga z rodziny Cyclopinidae. Nazwa naukowa tego gatunku skorupiaków została opublikowana w 1952 roku przez niemieckiego biologa Hansa-Volkmara Herbsta.